# Élections législatives de 1951 dans l'Ain
Les élections législatives françaises de 1951 se déroulent le 17 juin.

## Mode de scrutin
Les députés sont élus selon la représentation proportionnelle suivant la règle de la plus forte moyenne dans le département, sans panachage. Le vote préférentiel est admis. Il y a 627 sièges à pourvoir.
Dans le département de l'Ain, quatre députés sont à élire.

## Élus
Les quatre députés élus sont :
| Identité             | Parti | Parti |
| -------------------- | ----- | ----- |
| Marcel Anthonioz     |       | CNI   |
| Auguste Billiemaz    |       | MRP   |
| Michel Tony-Révillon |       | RAD   |
| Jean Saint-Cyr       |       | RAD   |

Le PCF et le RPF, pourtant arrivés en tête du scrutin n'obtiennent pas de sièges. L'apparentement de toutes les autres listes ayant obtenu plus de la moitié des suffrages : 67 813 voix (50,94 %).
De ce fait les sièges sont répartis proportionnellement entre les listes apparentées.

## Candidats

### Liste du Parti radical et radical-socialiste et du rassemblement des gauches républicaines
| N° | Candidats | Candidats            | Parti   | Principales fonctions                                    |
| -- | --------- | -------------------- | ------- | -------------------------------------------------------- |
| 01 |           | Michel Tony-Révillon | Radical | Député sortant, ancien ministre                          |
| 02 |           | Jean Saint-Cyr       | Radical | Sénateur, maire de Villars, président du conseil général |
| 03 |           | Auguste Billiemaz    | Radical | Industriel, conseiller général de Belley                 |
| 04 |           | Paul Reydellet       | Radical | Ingénieur agricole, agriculteur, éleveur à Bellegarde    |

### Liste d'action économique, paysanne et familiale, présentée par leMRPet le Groupement national des républicains démocrates
| N° | Candidats | Candidats         | Parti                 | Principales fonctions                                                                          |
| -- | --------- | ----------------- | --------------------- | ---------------------------------------------------------------------------------------------- |
| 01 |           | Auguste Billiemaz | Républicain démocrate | Pharmacien, ancien adjoint au maire de Bellegarde                                              |
| 02 |           | Paul Ricol        | MRP                   | Cultivateur, maire de Condeissiat, président de la beurrerie coopérative de Neuville-les-Dames |
| 03 |           | Charles Monnier   | MRP                   | Professeur agrégé au lycée Lalande, conseiller municipal de Bourg                              |
| 04 |           | Robert Lhoste     | MRP                   | Employé à Marlieux, ancien déporté politique                                                   |

### Liste d'union des indépendants, des paysans et des républicains nationaux
| N° | Candidats | Candidats        | Parti | Principales fonctions                                        |
| -- | --------- | ---------------- | ----- | ------------------------------------------------------------ |
| 01 |           | Marcel Anthonioz | CNIP  | Hôtelier, conseiller général, maire de Divonne-les-Bains     |
| 02 |           | Benjamin Curt    | CNIP  | Cultivateur, président de la Société d'insémination de l'Ain |
| 03 |           | Jean-Marie Robin | CNIP  | Cultivateur, maire de Bény                                   |
| 04 |           | Camille Niogret  | CNIP  | Exploitant forestier, maire du Petit-Abergement              |

### Liste du Parti communiste français
| N° | Candidats | Candidats              | Parti | Principales fonctions                                  |
| -- | --------- | ---------------------- | ----- | ------------------------------------------------------ |
| 01 |           | Henri Bourbon          | PCF   | Facteur, député sortant, Bourg                         |
| 02 |           | Jules Blanchet         | PCF   | Cultivateur à Ambronay, député sortant                 |
| 03 |           | Gustave Mermet-Guyenet | PCF   | Artisan fabricant de peignes, ancien sénateur, Oyonnax |
| 04 |           | Claude Nallet          | PCF   | Cultivateur, Villars                                   |

### Liste du Rassemblement du peuple français
| N° | Candidats | Candidats         | Parti | Principales fonctions              |
| -- | --------- | ----------------- | ----- | ---------------------------------- |
| 01 |           | Henri Garet       | RPF   | Professeur agrégé                  |
| 02 |           | Alexandre Nicolot | RPF   | Industriel, maire de Saint-Laurent |
| 03 |           | Valère Revais     | RPF   | Artisan à Oyonnax                  |
| 04 |           | Maurice Jaeger    | RPF   | Graveur, maire de Crépieux-la-Pape |

### Liste de la Section française de l'Internationale ouvrière
| N° | Candidats | Candidats            | Parti | Principales fonctions                                              |
| -- | --------- | -------------------- | ----- | ------------------------------------------------------------------ |
| 01 |           | Joseph Chatagner     | SFIO  | Professeur d'école normale à Bourg, ancien député, ancien sénateur |
| 02 |           | Jean Malet           | SFIO  | Médecin                                                            |
| 03 |           | Henri Pirat          | SFIO  | Artisan, ancien maire de Montluel                                  |
| 04 |           | Jean-Marie Brosselin | SFIO  | Menuisier-ébéniste                                                 |

### Liste du Parti paysan d'union sociale
| N° | Candidats | Candidats          | Parti | Principales fonctions                                                         |
| -- | --------- | ------------------ | ----- | ----------------------------------------------------------------------------- |
| 01 |           | Joseph Brayard     | PPUS  | Cultivateur, maire de Reyssouze, conseiller général du canton de Pont-de-Vaux |
| 02 |           | Joseph Morellet    | PPUS  | Cultivateur                                                                   |
| 03 |           | Antonin Malavallon | PPUS  | Cultivateur                                                                   |
| 04 |           | Henri Rongier      | PPUS  | Cultivateur                                                                   |

## Résultats

### Résultats à l'échelle du département
| Parti Tête de liste | Parti Tête de liste                                             | Parti Tête de liste                          | Tour unique | Tour unique | Sièges |  |
| Parti Tête de liste | Parti Tête de liste                                             | Parti Tête de liste                          | Voix        | %           | Sièges |  |
| ------------------- | --------------------------------------------------------------- | -------------------------------------------- | ----------- | ----------- | ------ |  |
|                     |                                                                 | Parti radical Michel Tony-Révillon           | 24 926      | 19,10       | 2      |  |
|                     | Mouvement républicain populaire Auguste Billiemaz               | 16 486                                       | 12,63       | 1           |        |  |
|                     | Centre national des indépendants et paysans Marcel Anthonioz    | 14 949                                       | 11,45       | 1           |        |  |
|                     | Section française de l'Internationale ouvrière Joseph Chatagner | 11 452                                       | 8,77        | -           |        |  |
| Liste apparentées   | Liste apparentées                                               | 67 813                                       | 51,95       | 4           |        |  |
|                     | Parti communiste français Henri Bourbon                         | Parti communiste français Henri Bourbon      | 35 137      | 26,92       | -      |  |
|                     | Rassemblement du peuple français Henri Garet                    | Rassemblement du peuple français Henri Garet | 16 246      | 12,45       | -      |  |
|                     | Parti paysan d'union sociale Joseph Brayard                     | Parti paysan d'union sociale Joseph Brayard  | 11 333      | 8,68        | -      |  |
|                     |                                                                 |                                              |             |             |        |  |
| Inscrits            | Inscrits                                                        | Inscrits                                     | 188 755     | 100,00      | 4      |  |
| Votants             | Votants                                                         | Votants                                      | 135 010     | 71,53       |        |  |
| Exprimés            | Exprimés                                                        | Exprimés                                     | 131 505     | 97,40       |        |  |